# Werewolf: The Apocalypse
Werewolf: The Apocalypse — настольная ролевая игра, первоначально разработанна и выпускавшаяся компанией White Wolf Publishing в 1992 по 2004 годах. Входит в состав линейки ролевых игр, объединённых общим сеттингом, так называемым Старым Миром Тьмы, выдержанном в стиле «готик-панк» и представляющем собой версию современного мира, в которой действуют мифические существа. Werewolf: The Apocalypse посвящена игре за оборотней, тайно живущим среди людей.

## История создания
Первая редакция WtA была опубликована издательством White Wolf Publishing в 1991 году. Это вторая игра основанная на ролевой системе Storytelling System, представленная в Vampire: The Masquerade, выпущенной годом ранее
В 1994 году была выпущена вторая редакция.
В 1997 году была издана подлинейка Werewolf: The Wild West, где действие происходит во время покорения Дикого Запада.
Третья редакция, названная Пересмотренной (Revised), была издана в 2000 году.
В 2004 году в рамках события World of Darkness: Time of Judgment сюжет Мира Тьмы подошёл к концу и была издана книга Apocalypse, повествующая об вариантах Конца света для оборотней.
В 2005 году выпущена настольно ролевая игра «Werewolf: The Forsaken», которая относится к совершенно новой линейке называемой «Новый Мир Тьмы» (позднее «Хроники Тьмы»), и которая является духовным наследником WtA.
Начиная с 2011 года в рамках серии «Классический Мир Тьмы» книги Werewolf: The Apocalypse продавались в цифровом виде через сервис DriveThruRPG. Также были выпущены несколько новых книг, такие как Werewolf Translation Guide в апреле 2012 года.
В 2013 году в честь 20-летней годовщины игры была опубликована новая редакция Werewolf: The Apocalypse 20th Anniversary. По сюжету конца света не произошло, а правила были пересмотрены и систематизированы.
С 2016 года лицензия на разработку и издание Werewolf: The Apocalypse принадлежит Onyx Path Publishing
Пятая редакция была анонсирована в 2021 году и обещано, что должна выйти в 2023 году. Планируется, что она будет включать онлайн-набор инструментов World of Darkness Nexus, который включает в себя сборник правил, инструменты для создания и управления персонажами, подбора игроков и функции видеочата.

## Сеттинг
Согласно сюжету игры в мире среди людей живут оборотни, называемые Гару, являющиеся воинами-защитниками Гайи, великого духа Земли. Они могут принимать обличие волков, людей или промежуточные формы и имеют множество сверхъественных способностей. Среди прочего они способны входить в Умбру, мир духов и заключать с духами договоры, получая Дары, особые мистические силы. Оборотни могут родится от скрещивания Гару с людьми или волками, либо от союзов людей (или волков) несущих долю крови оборотней.
По мифологии в древности существовало великая Триада духов — Вильд, который создавал всё cущее, Вивер, которая сохраняла существующее, и Вирм, который разрушал, освобождая место для новых творений. Но однажды Вивер устала, что Вирм уничтожает охраняемые ею творения, в итоге Вирм сошёл с ума, и начал безудержное уничтожение и коверканье творений, что ослабило Вильда. Это позволило Вивер, и людям, которым она покровительствовала, захватить власть над землёй. Космический баланс был нарушен и Гару стремятся его восстановить.
Кроме Гару-защитников, есть и другие виды оборотней, которые были созданы Гайей для других функций и которые могли превращаться в различные типы животных, но большинство видов было уничтожено Гару или находятся на грани исчезновения.
Среди противников Гару: Бэйны — злые духи, служащие Вирму, фомори — одержимые Бэйнами живые существа, Танцоры Чёрной Спирали — падшее племя оборотней, которые служат разрушению, зловещая корпорация Пентекс, руководство которой включает представителей самых худших существ Мира Тьмы, вампиры, которых Гару считают порождениями Вирма.

## Критика и награда
Журналист Рик Свон дважды рецензировал игру на страницах журнала Dragon:
- В апрельском выпуске 1993 года (выпуск 192) Суон был разочарован работой редакторов книги правил, жалуясь на бессистемность информации и нехваткой описаний Тем не менее, он по-прежнему высоко оценил игру, сказав: «С акцентом на повествование, а не на механику, Werewolf становится ближе к сути ролевой игры, чем любая новая игра, которую я видел за долгое время»[9].
- Однако 18 месяцев спустя, в выпуске за октябрь 1994 года (выпуск 210), Свон пересмотрел свое мнение после долгого игрового теста, написав, что он запутался в мифологии, игроки не уверены как работают механики и заставила всех их чувствовать себя глупо. Свон высоко оценил недавно опубликованную книгуWerewolf Player’s Guide , которую он назвал удобной и проясняющей более туманные концепции игры[10].

Дастин Райт рецензировал 2-е издание в выпуске Pyramid # 10 (ноябрь 1994 г.) и заявил, что «В целом, 2-е издание намного лучше, чем первая книга. Билла Бриджеса и группу следует поздравить с выпуском выдающегося продукта; искренне рекомендую ее тем, кто уже играет в первое издание. Тем из вас, кто еще не пробовал играть в оборотней, я предлагаю взять эту игру и попробовать».
В 1995 году Werewolf: The Apocalypse была номинирована на премию Casus Belli как лучшая ролевая игра 1994 года и оказалась на втором месте после Chimères.
В опросе читателей 1996 года, проведенном журналом Arcane для определения 50 самых популярных ролевых игр всех времен, Werewolf: The Apocalypse заняла 33-е место. Редактор Пол Петтенгейл прокомментировал: «Будучи второй игрой в серии Storyteller, в которую входят Вампиры , Маги , Призраки и Подменыши , Werewolf имеет ту же систему и сеттинг, Мир Тьмы. В ней много предыстории Гару и их борьбы с силами Вирма. Это может быть быстро, жестоко или трагично и заставляет задуматься».

## Адаптации
- В 1995 году издательство White Wolf Publishing выпустило Rage, коллекционную карточную игру, основанную на сеттинге WtA.
- Приключенческая игра для ПК под названием Werewolf: The Apocalypse — Heart of Gaia была разработана DreamForge Intertainment, но компания обанкротилась до того, как игра была завершена.
- Игра Capcom для PlayStation / Sega Saturn под названием Werewolf: The Apocalypse была анонсирована[14][15], но отменена в начале 1997 года[16].
- Werewolf: The Apocalypse — Heart of the Forest, визуальная ролевая видеоигра, разработанная компанией Different Tales, была выпущена 13 октября 2020 года[17].
- Werewolf: The Apocalypse — Earthblood — ролевая видеоигра в жанре экшн, разработанная Cyanide и выпущенная 4 февраля 2021 года для Microsoft Windows, PlayStation 4, PlayStation 5, Xbox One и Xbox Series X[18][19].
- Анонсирована и готовится в выходу настольная ролевая тактическая игра Werewolf The Apocalypse: Retaliation[20].